# Cis-2-デセン酸
cis-2-デセン酸 (cis-2-decenoic acid) は、緑膿菌が作る脂肪酸の一つ。